# ルイス・ギリェルミ・リラ・ドス・サントス
ルイス・ギリェルミ・リラ・ドス・サントス（Luis Guilherme Lira dos Santos, 2006年2月9日 - ）は、ブラジル・アラカジュ出身のプロサッカー選手。ウェストハム・ユナイテッドFC所属。ブラジル代表。ポジションはMF。

## 経歴
2017年からSEパルメイラスユースに所属し、2022年6月、プロ契約を結んだことが発表された。
2024年6月13日、ウェストハム・ユナイテッドFCに移籍することが発表された。

## 代表歴
ブラジル代表として各年代でプレーした。